# Haus Lindwurmstraße 205 (München)

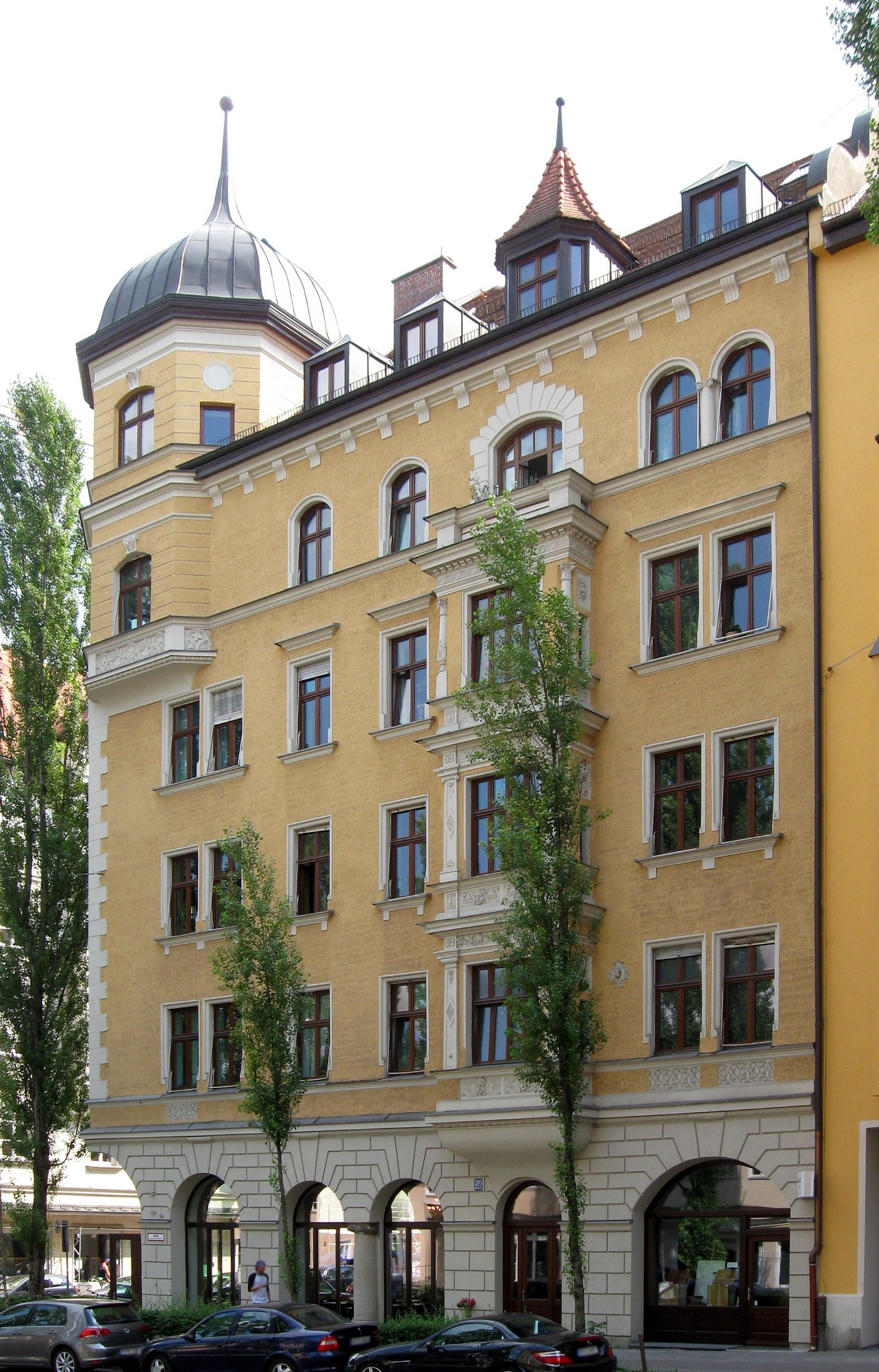
Lindwurmstraße 205 in München

Das  Haus Lindwurmstraße 205 ist ein historistisches Gebäude in München, das unter Denkmalschutz steht. In Form von Stolpersteinen, Gedenkveranstaltungen sowie Ausstellungen wird der jüdischen Geschichte des Hauses besonders gedacht.

## Architektur und Ausstattung
Das Gebäude wurde 1897–1899 im Stil der Deutschen Renaissance erbaut. Laut Denkmalliste war Rosa Barbist die Architektin.
Das Gebäude in Ecklage besitzt einen markanten  Erkerturm an der Gebäudeecke Lindwurmstraße/Daiserstraße, der mit einer welschen Haube abschließt. An der Daiserstraße besitzt es ein die Fassade beherrschendes Zwerchhaus. Das als Mietshaus konzipierte Gebäude wurde aus Backstein mit Werksteingliederungen errichtet.
Die Planung und der Bau wurde vom Bautechnischen Büro Rosa Barbist ausgeführt. Dass ein Architekturbüro von einer Frau geleitet wurde, war im 19. Jahrhundert „sehr ungewöhnlich“. Frauen durften in Bayern erst ab 1903 Architektur studieren. Rosa Barbists Architekturbüro errichtete in München zwischen 1895 und 1908 insgesamt 54 große Mietsgebäude, von denen einige noch erhalten sind und unter Denkmalschutz stehen.
Das Gebäude erhielt am 10. November 2014 für die vorbildliche Sanierung der Fassaden den Fassadenpreis der Landeshauptstadt München. Das Erdgeschoss mit seiner 4,50 Meter hohen Stuckdecke und Granitsäulen, das einst unter anderem das jüdische Kaufhaus für Lederwaren Gutmann beherbergte, wurde ebenfalls restauriert und zu einem Gastronomiebetrieb umgestaltet.

## Geschichte des Hauses
Um 1900 befand sich im Erdgeschoss des Hauses Lindwurmstraße 205 das Gasthaus Frohsinn. Die jüdischen Eheleute Gutmann erwarben das Haus um 1910; 1912 eröffneten sie darin das Kaufhaus Gutmann.
Gutmann wurde im November 1938 im Zuge der Reichspogromnacht in das KZ Dachau deportiert. Zuvor wurde ihm unter Zwang eine Verzichtserklärung auf den Besitz des Gebäudes und das Kaufhaus abverlangt. Das Haus ging an die Carl Sattler Hausbesitz-Verwertung-Verwaltung, von der Josef Rauch aus Plattling das Gebäude erwarb. Anschließend zog in das Erdgeschoss das Unternehmen „Textilwaren Albert Helfferich“ ein.
Emanuel Gutmann kam – laut eidesstattlicher Erklärung einer Zeugin – „von dort [d.i. KZ Dachau] sterbenskrank zurück[…].“ Nach seiner Rückkehr aus dem KZ Dachau zogen die Eheleute Gutmann in das jüdische Altersheim in der Kaulbachstraße, von wo aus sie im Juni 1942 in das KZ Theresienstadt gebracht wurden. Emanuel Gutman kam am 24. Oktober 1943 im KZ Theresienstadt um; Sofie Gutmann verstarb am 11. Oktober 1944 im KZ Theresienstadt.
Rückerstattungsverfahren von Seiten der Erben und Überlebenden der Familie – Sophie Marx’ Schwester Therese Klugmann (1874–1966) sowie Sophie Marx’ Bruder Benno Marx (1883–1968) – sind nicht erforscht bzw. bekannt. Andere Erbberechtigte wie Sophie Marx’ Bruder Louis Marx (1873–1943) sowie Schwester Carolene/Karoline Mayer kamen in der Shoa um.
1979 mietete ein Drogeriemarkt das Erdgeschoss des Hauses und verblieb dort bis in das Jahr 2010. Danach war ein asiatisches Lokal dort zu finden. Im Zuge des Umbaus wurde die ursprüngliche architektonische Ausstattung des Ladengeschäfts wieder hergestellt. Im September 2013 wurde erneut ein Gastronomiebetrieb dort eingerichtet.

## Stolpersteine
In den Bauakten des Hauses entdeckten die Besitzer anlässlich der Renovierung des Gebäudes den Vermerk „Eigentümer: der Jude Gutmann“. Dies gab den Anstoß, über die Vorbesitzer des Hauses Nachforschungen anzustellen, und am 18. April 2013 schließlich wurden von Gunter Demnig vor dem Hauseingang zwei Stolpersteine für Sofie Gutmann geb. Marx und ihren Ehegatten Emanuel gesetzt. Die beiden Stolpersteine waren der 13. und der 14. Stolperstein in Sendling. Wie auch die anderen Münchner Stolpersteine mussten sie auf Privatgrund verlegt werden, da die Stadt München „gegen die Stolperstein-Aktion“ ist und im Jahr 2004 die Verlegung von Stolpersteinen auf öffentlichem Grund in München untersagt wurde. Anlässlich der Verlegung der Steine für das Ehepaar Gutmann forderte Florian von Brunn den Münchner Stadtrat auf, die Entscheidung von 2004 zu überdenken.
Die Stolpersteine für das Ehepaar Gutmann zählen immer noch zu den „wenigen Stolpersteinen“ in München.
Am 10. November 2013 wurde vor dem Gebäude eine Gedenkveranstaltung aus Anlass des 75. Jahrestags der Pogromnacht abgehalten. Dabei fand eine „Verlesung der Geschichte von SOFIE & EMANUEL GUTMANN“ statt.
Die 2004 gegründete Initiative „Historische Lernorte Sendling“, die sich der Recherche aus dem Biographischen Gedenkbuch der Münchner Juden (Stadtarchiv München) widmet, wollte im Jahr 2014 in einer Ausstellung die Geschichte der Familie Gutmann aufzeigen.

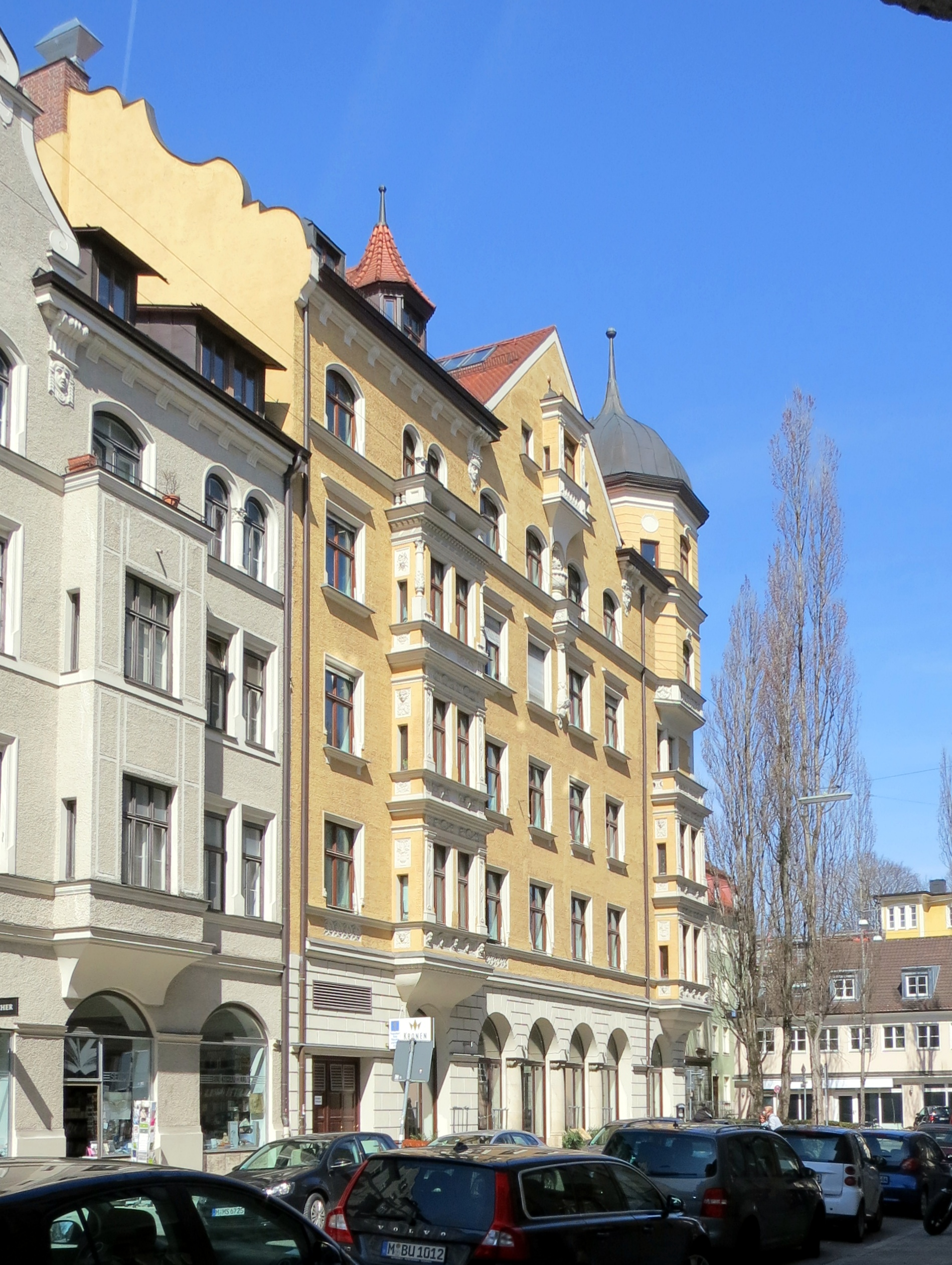
Fassade zur Daiserstraße
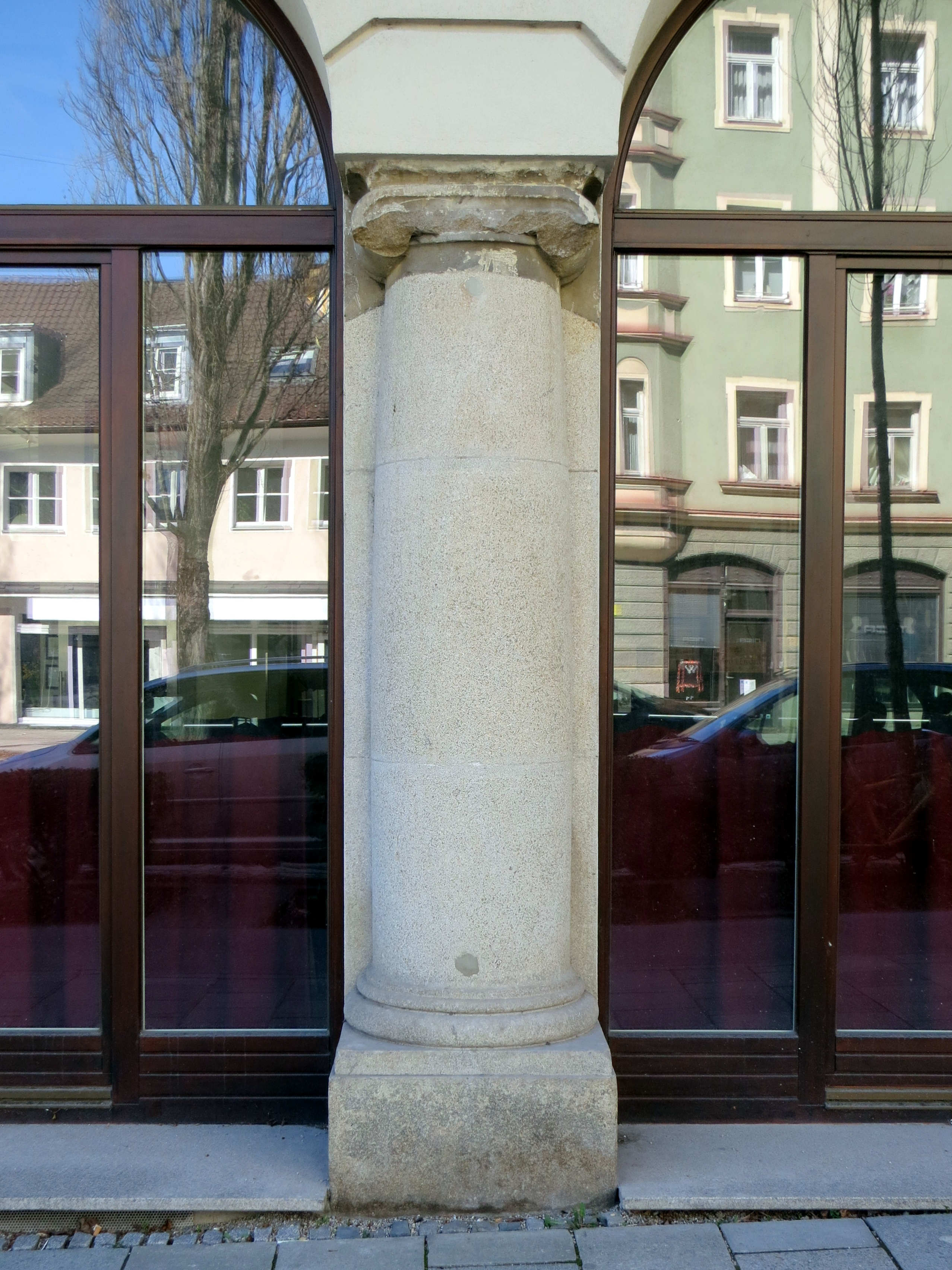
Granitsäule
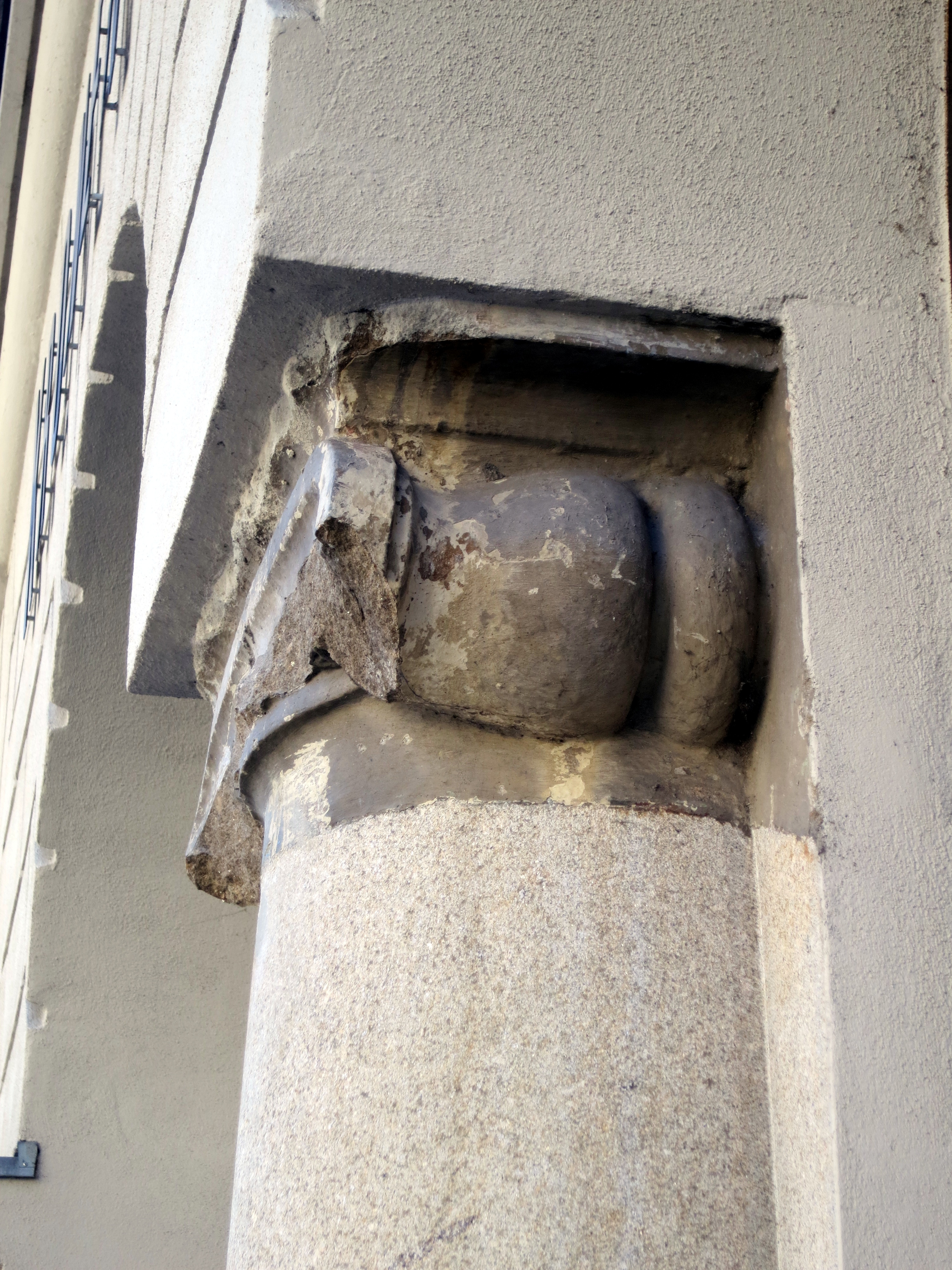
Granitsäule, Kapitell
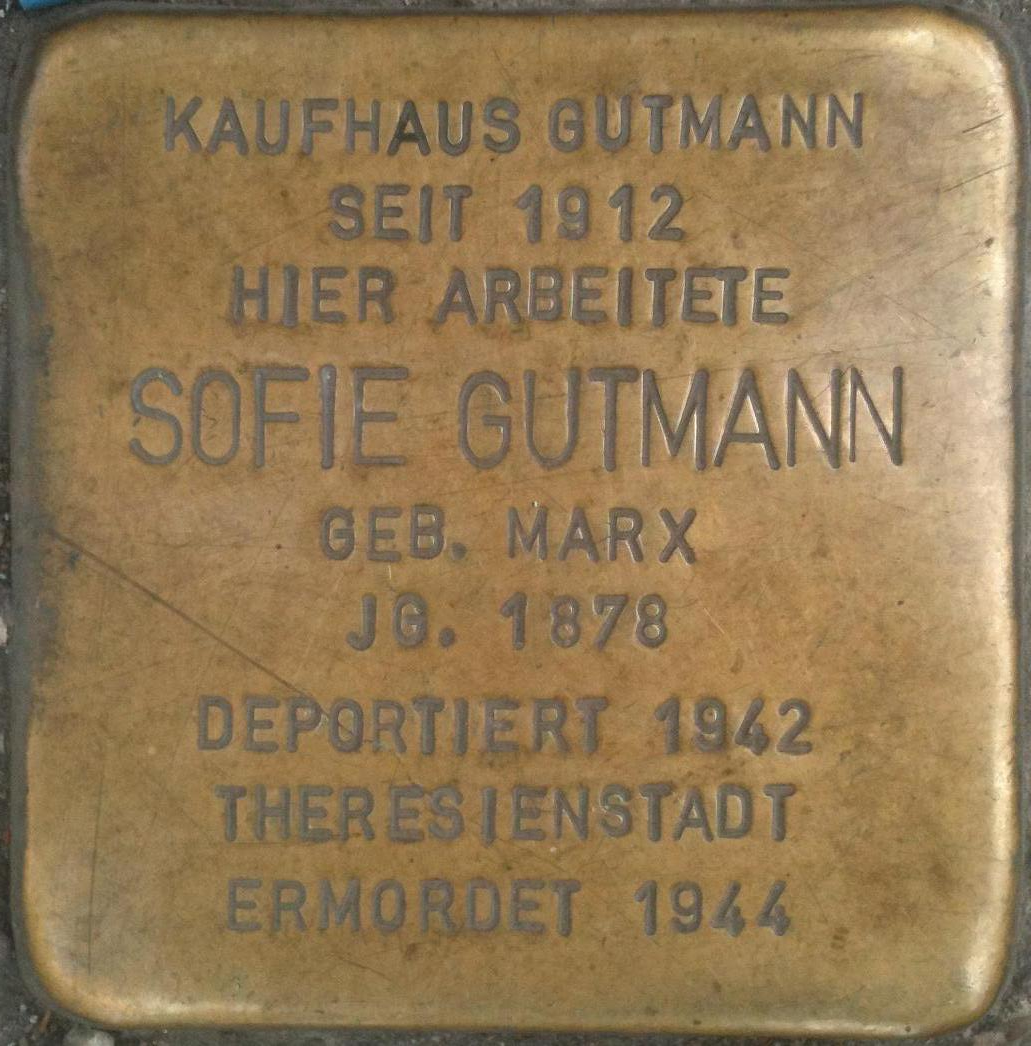
Stolperstein für Sofie Gutmann, geb. Marx
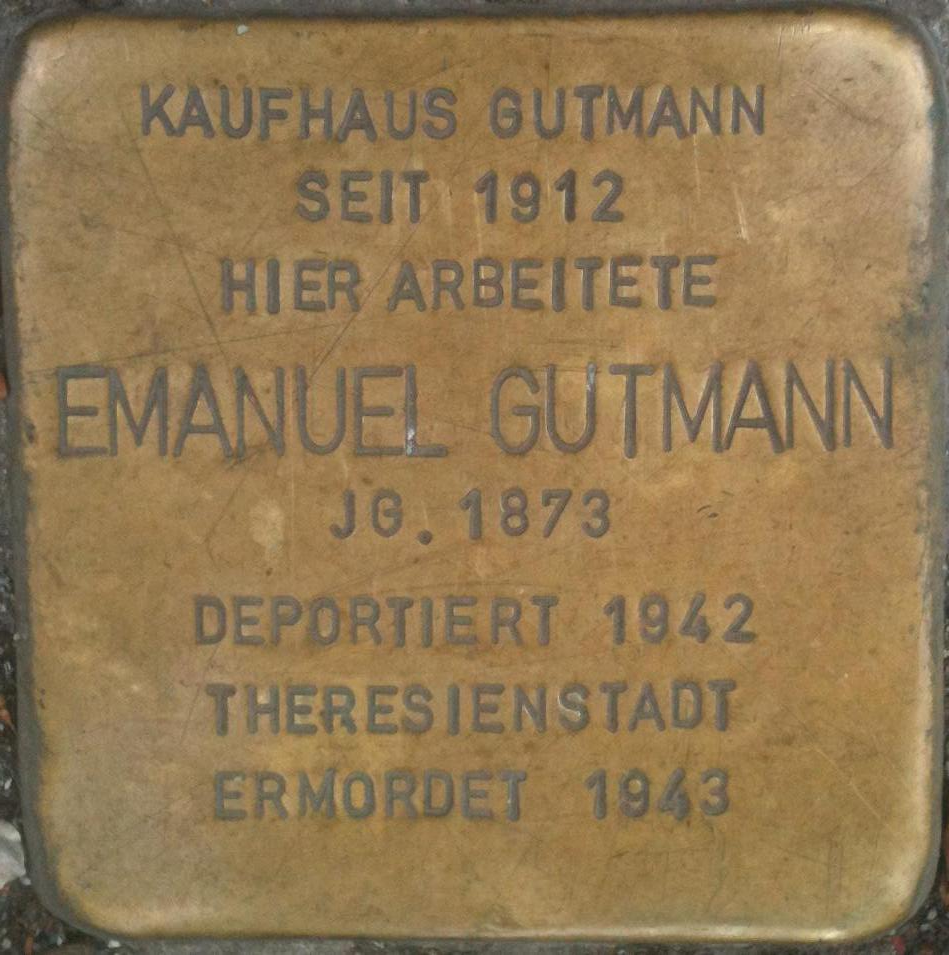
Stolperstein für Emanuel Gutmann